# Christian Führer

Christian Führer (2009)

Christian Friedrich Ernst Führer (* 5. März 1943 in Leipzig; † 30. Juni 2014 ebenda) war ein deutscher evangelisch-lutherischer Pfarrer. Er war ab dem 13. Oktober 1980 Pfarrer der Leipziger Nikolaikirche und wurde durch seinen Einsatz vor und während der Friedlichen Revolution 1989 in der DDR bekannt.

## Leben
Führer stammte aus einer Pfarrersfamilie. Sein Vater war 40 Jahre lang Pfarrer in Langenleuba-Oberhain, wo Christian zusammen mit zwei älteren Schwestern aufwuchs. Er besuchte den altsprachlichen Zweig der Ernst-Abbe-Oberschule in Eisenach. Von 1961 bis 1966 studierte Führer an der Karl-Marx-Universität Leipzig evangelische Theologie. Nach der Ordination 1968 war er Pfarrer in Lastau und gleichzeitig in Colditz. In dieser Zeit kamen die vier Kinder des Ehepaares Führer zur Welt, darunter Sebastian, heute Pfarrer an der Nathanaelkirche Leipzig. 1980 wurde Christian Führer zum 122. Gemeindepfarrer der Leipziger Nikolaikirche seit der Reformation berufen.

### Friedensgebete
Im Rahmen der Friedensdekade, die 1980 als gemeinsame Protestaktion der evangelischen Jugendpfarrämter in Ost und West entstand, ermöglichte Führer die seit dem 20. September 1982 jeden Montag in der Nikolaikirche stattfindenden Friedensgebete des Liebertwolkwitzer Diakons Günter Johannsen gegen das Wettrüsten in Ost und West. Ab 1986 wurden die Friedensgebete durch Christoph Wonneberger, den Pfarrer der Lukasgemeinde, koordiniert.
1986 ließ Christian Führer Schilder mit der Aufschrift Nikolaikirche – offen für alle anbringen, von denen eins noch heute (Stand: 2020) am Haupteingang der Nikolaikirche steht. 1987 organisierte er einen Pilgerweg im Rahmen des Olof-Palme-Friedensmarsches und einen Gesprächskreis Hoffnung für Ausreisewillige. 1988 moderierte er die Fürbittandachten für die anlässlich der Liebknecht-Luxemburg-Demonstration in Berlin Verhafteten. Mit dem Vortrag Leben und Bleiben in der DDR wandte er sich an Ausreisewillige.
Im September 1988 stimmte er nachträglich der Entscheidung von Friedrich Magirius, dem Superintendenten für Leipzig-Ost, zu, die Eigenverantwortung bei der Gestaltung der Friedensgebete, die bisher z. B. auch bei Leipziger Bürgerrechtsgruppen lag, in die Hände des Kirchenvorstands der Nikolaikirchgemeinde zu legen. Erst nach mehreren Monaten intensiver Protestaktionen konnten Christoph Wonneberger und die organisierte Leipziger Opposition – wie Arbeitsgruppe Menschenrechte, Arbeitskreis Gerechtigkeit Leipzig, Initiativgruppe Leben, Arbeitsgruppe Umweltschutz, Frauen für den Frieden – einen Kompromiss erreichen, der den Gruppen die Gestaltung der Friedensgebete unter der Leitung und Verantwortung jeweils eines Pfarrers ermöglichte. Die Gruppen wurden dann neben Christoph Wonneberger von den Pfarrern Klaus Kaden und Rolf-Michael Turek sowie dem Priester Hans-Friedrich Fischer unterstützt. Am 26. Juni 1989 verlas Christian Führer im Friedensgebet „einen Protestbrief von 30 Personen an die chinesische Botschaft, um gegen die Exekutionen in China zu protestieren.“
Die Staatsorgane der DDR übten weiter Druck aus, um die Friedensgebete einzustellen. Seit Frühjahr 1989 spitzte sich die Situation zu, Zufahrtsstraßen wurden kontrolliert, Verdächtige „zugeführt“. Am 9. Oktober gab es ein großes Aufgebot von Angehörigen der NVA, Kampfgruppen der Arbeiterklasse, Polizei und Mitarbeitern des Ministeriums für Staatssicherheit in Zivil. Man hatte etwa 1000 SED-Mitglieder in die Nikolaikirche beordert, von denen bereits gegen 14 Uhr etwa 600 das Kirchenschiff füllten. Ab Mittag wurde der „Appell“ zur Gewaltlosigkeit dreier subversiver Leipziger Gruppen (Arbeitsgruppe Menschenrechte, Arbeitskreis Gerechtigkeit Leipzig und der Arbeitsgruppe Umweltschutz) als illegal gedrucktes Flugblatt verteilt und nachmittags in den Kirchen der Innenstadt verlesen. Kurz vor Schluss des Friedensgebetes in der Nikolaikirche, vor dem Segen des Bischofs, wurde ein „Aufruf“ des Gewandhauskapellmeisters Kurt Masur, des Kabarettisten Bernd-Lutz Lange, des Theologen Peter Zimmermann und dreier Sekretäre der SED-Bezirksleitung (der so genannte „Aufruf der Leipziger Sechs“) verlesen, der ebenfalls zur Gewaltlosigkeit aufrief.
Tatsächlich verlief die folgende Demonstration mit über 70.000 Teilnehmern (manche Quellen sprechen von bis zu 100.000) ohne jede Gewaltanwendung.

### Nach der Friedlichen Revolution
Nach 1989 setzte sich Führer besonders für Arbeitslose ein; es entstand die Kirchliche Erwerbsloseninitiative Leipzig, 1993 die Koordinierungsgruppe Kirchlicher Erwerbslosigkeitsinitiativen Sachsen.
Ende Oktober 1989 erlitt Christoph Wonneberger einen Hirnschlag, und so übernahm der nominelle Hausherr der Nikolaikirche auch die Koordination der Friedensgebete. 1999 engagierte er sich mit Christian Wolff gegen den Kosovokrieg im ehemaligen Jugoslawien.
Im Dezember 2001 unterzeichnete Führer als einziger Leipziger den Aufruf aus der ehemaligen DDR-Opposition „Wir haben es satt …“, der von den anderen Leipzigerinnen und Leipzigern aus dem einstigen organisierten Widerstand seines ausschließlich aus Frustration gespeisten Inhaltes wegen abgelehnt worden war.
Zusammen mit Wolfgang Tiefensee meldete Führer im März 2002 den Ausspruch „Wir sind das Volk“ als Marke (Klasse 35: Werbung) an, um einen Missbrauch des Satzes zu verhindern.
Seit dem Beginn der Montagsdemonstrationen gegen „Hartz IV“ in Leipzig hatte er wieder zu Friedensgebeten vor den Demonstrationen in die Nikolaikirche eingeladen. Nach anfänglicher Beteiligung an diesen Demonstrationen gegen „Hartz IV“ sprach sich Christian Führer gerade dann für „Hartz IV“ als „endlich eingeleitete[n] Beginn notwendiger Reformen unseres Sozialstaates“ aus, als am Tage zuvor, am 29. August 2004, die „Erklärung von Angehörigen ehemaliger DDR-Oppositionsgruppen: Wir protestieren gegen Hartz IV“ erschienen war.
Nachdem am 24. Januar 2006 zwei im Irak tätige Ingenieure aus Leipzig entführt worden waren, mobilisierte der Pfarrer in der Tradition der Montagsgebete hunderte Menschen zu Mahnwachen. Auch bei den in Leipzig immer wieder stattfindenden Aufmärschen des Hamburger Rechtsextremisten Christian Worch (wie zuletzt am 3. Oktober 2006) zählte Führer zu den Initiatoren der friedlichen Gegendemonstrationen nach dem Vorbild von 1989.
Am 30. März 2008 hielt Führer seinen Abschiedsgottesdienst in der Nikolaikirche und ging in den Ruhestand. Bei einer Predigt in der Kieler Ansgarkirche zum Ausklang eines Vernetzungstreffens ökumenischer Friedensgruppen am 2. September 2012 rief Führer dazu auf, sich aktiv für die Abschaffung des kapitalistischen Wirtschaftssystems einzusetzen, da der globale Kapitalismus nicht zukunftsfähig sei. Er zerstöre die Umwelt und die Menschen. Stattdessen müsse eine Wirtschaftsform des Teilens entwickelt werden.
Das Deutsche Patent- und Markenamt entschied am 6. Februar 2013, die von Führer 2002 beantragte Wortmarke „Wir sind das Volk“ wegen fehlender gewerblicher Nutzung wieder zu löschen. Die Bürgerrechtlerin Angelika Kanitz hatte die Löschung beantragt, da der Satz so frei bleiben solle, wie er 1989 formuliert worden ist.

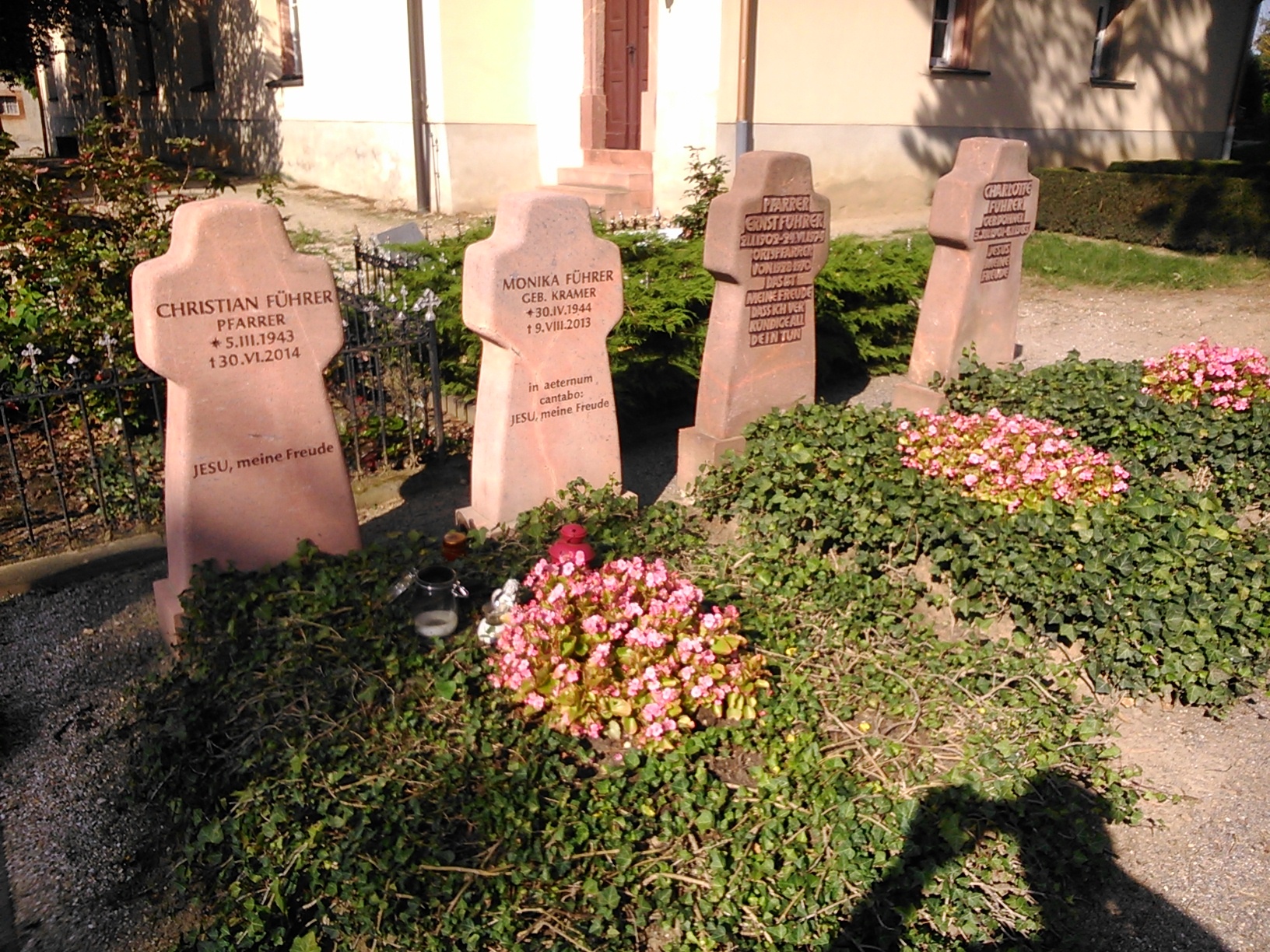
Grab von Christian Führer

Christian Führer starb am 30. Juni 2014 im Alter von 71 Jahren im Universitätsklinikum Leipzig an den Folgen einer Lungenfibrose. Er wurde nach einer Trauerfeier in der Nikolaikirche in der Familiengrabstätte in Langenleuba-Oberhain, einem Ortsteil von Penig, beigesetzt.

## Ehrungen und Auszeichnungen
- 1991: Theodor-Heuss-Medaille (gemeinsam unter anderem mit Joachim Gauck, Ulrike Poppe und Jens Reich)
- 1995: Bundesverdienstkreuz 1. Klasse[21]
- 2002: Johann-Philipp-Palm-Preis
- 2004: Goldene Henne
- 2005: Augsburger Friedenspreis (zusammen mit Michail Gorbatschow)
- 2008: Hans-Böckler-Medaille des DGB[22]
- 2008: Verleihung der Heißen Kartoffel durch den Mitteldeutschen Presseclub des mdr[23]
- 2011: Scheidegger Friedenspreis
- 2014: Markgräfin-Wilhelmine-Preis der Stadt Bayreuth
- 2014: Deutscher Nationalpreis zusammen mit Christoph Wonneberger und Uwe Schwabe, als Repräsentanten der Leipziger Montagsdemonstrationen zur Erinnerung an die friedliche Revolution in der DDR und den Fall der Mauer vor 25 Jahren[24]

## Schriften
- Christian Führer: Und wir sind dabei gewesen. Die Revolution, die aus der Kirche kam. Der Pfarrer der Nikolaikirche erzählt sein Leben. Ullstein, Berlin 2008, ISBN 978-3-550-08746-2.
- Christian Führer: Frech – fromm – frei. Worte, die Geschichte schrieben. Mit einem Vorwort von Margot Käßmann. Evangelische Verlagsanstalt, Leipzig 2013, ISBN 978-3-374-03743-8.